# 緒方竹虎
緒方 竹虎（おがた たけとら、1888年〈明治21年〉1月30日 - 1956年〈昭和31年〉1月28日）は、日本のジャーナリスト、政治家。交詢社会員、朝日新聞社副社長・主筆、自由党総裁、自由民主党総裁代行委員、国務大臣、情報局総裁、内閣書記官長、内閣官房長官、副総理などを歴任。栄典は正三位勲一等旭日大綬章。
兄の緒方大象は医学者・九州大学名誉教授、弟の緒方龍は医師。二男の緒方研二は元日本電気（NEC）副社長、三男の緒方四十郎は元日本銀行理事。

## 来歴

### 幼少期から学生時代
緒方竹虎は1888年（明治21年）1月30日、緒方道平と母・久重の三男として福岡県福岡市に生まれた。父は福岡農工銀行の頭取であった。父は第2次松方内閣によって福岡県書記官を退官させられた後、そのことを腹に据えかねており、子供たちに「お前らは一生役人になるな」と言っていたという。
福岡師範学校附属小学校から福岡県立中学修猷館に進学。緒方は小学校から中学校を通じて、無欠席・無遅刻・無早退を通した。修猷館の1年上級に中野正剛、同期に安川第五郎、斎村五郎がいる。12歳で一到館に入門して剣道を習い始め、修猷館時代に小野派一刀流免許皆伝となり、既に剣道の達人の域に達した。終生交友を保った斎村五郎は「あの人が剣道一本に精進していたら、ぼくなどよりはるかに強くなっていたろう」が口癖だったという。博多銘菓鶏卵そうめんが大好物で鶏卵素麺で巣を模した鶴の子を愛していた。
1906年（明治38年）修猷館卒業後、中国貿易を志して東京高等商業学校に進学するが、同校の専攻部廃止の文部省令に反対し学生総退学決議を行った申酉事件のリーダ－として責任をとり武井大助らとともに退学。のちに算盤と簿記が不得手で、退学したと述懐している。中野正剛に誘われ、申酉事件を支持して東京高商退学生受け入れを表明していた早稲田大学専門部の政治経済科に編入し、玄洋社の最高実力者である頭山満、さらに頭山を介して三浦梧楼、犬養毅、古島一雄らの門に出入りした。

### 朝日新聞社での活躍

#### 若手記者時代
1911年（明治44年）7月に早稲田大学専門部を卒業後、やはり中野正剛に誘われ、同年11月大阪朝日新聞社に入社して弓削田精一率いる大阪通信部員（東京勤務）となる。新人記者でありながら、学生時代から出入りしていた枢密顧問官・三浦梧楼から「大正」の年号をスクープした。当時の朝日新聞社内において、村山龍平・鳥居素川派と上野理一・西村天囚派との間で激しかった派閥対立で、弓削田は上野・西村派に属し、弓削田が村山と対立して退社すると、緒方は1916年（大正5年）12月、外勤を外され整理課員に左遷された。
だが白虹事件で村山・鳥居派が退陣し、上野・西村派が新聞編集の中枢に返り咲くと、同派の客員、本多精一の下で30歳で大阪朝日新聞社論説班の幹事に抜擢されて論説班を切り盛りした。この時期、緒方は上海特派員から大阪朝日新聞社社会部員に呼ばれた美土路昌一と同宿し、友情を温めた。しかし翌1919年（大正8年）7月に村山が朝日新聞社を株式会社化して社長に復帰する際、実質的な大阪朝日新聞社編集局長だった西村天囚が村山の怒りを買って退社し、同年末から翌1920年（大正9年）年明けにかけて上野理一、本多精一が相次いで没すると、上野派と見られて村山によく思われていない緒方は社に居辛くなり、退社を決意して、「筑豊御三家」の1人の玄洋社員・安川敬一郎（安川第五郎の父）の出資でイギリスへ私費留学に出た。
しかし緒方がアメリカ経由でロンドンへ行く途中、ニューヨーク特派員として赴任していた美土路昌一が緒方から退社の意思を聞かされ、美土路は1921年（大正10年）7月に東京朝日新聞社通信部長として帰国した後、朝日首脳陣に緒方慰留を働きかけ、ワシントン会議取材の記者団に参加させた。

#### 「緒方筆政」時代
緒方は1922年（大正11年）7月に帰国すると朝日新聞社幹部に温かく迎えられ、大阪朝日新聞社東京通信部長に就任。
村山龍平が政界出馬準備をしていた安藤正純編集局長を更迭した後は、神田正雄、牧野輝智、美土路昌一らと共に編集委員として合議制で局内を統括。
以降、1923年（大正12年）4月に東京朝日新聞社整理部長、10月に政治部長、1924年（大正13年）12月に支那部長兼務となり、1925年（大正14年）2月、37歳で東京朝日新聞社編集局長兼政治部長兼支那部長と出世街道を走り、1928年（昭和3年）5月に取締役、村山龍平没後の主筆制採用で1934年（昭和9年）4月に東京朝日新聞社主筆、5月に常務取締役。そして1936年（昭和11年）の二・二六事件までは副社長の下村宏が東京朝日新聞社の責任者だったが、下村が広田内閣組閣に際して退社したため（拓務大臣として入閣しようとしたが、陸軍が拒否）、同年4月、緒方が後任の代表者となった。
さらに二・二六事件後に緒方の構想による筆政一元化で同年5月に朝日新聞社主筆、代表取締役専務取締役となった（専務取締役は1940年8月に辞任）。1940年（昭和15年）8月には編集総長を置いて美土路昌一をこれに当てて東京本社、大阪本社、中部本社（現名古屋本社）、西部本社の4社編集局を統括させ、編集会議を設置して自ら議長となり、討議の上、社論を決め、全責任を主筆が負うことにした。緒方は外部に対して朝日を代表する者と見られ、一切の責任を負う立場になった。
しかし同年5月に社長に就任した村山家の2代目・村山長挙は、主筆の緒方が社長を凌ぐ実力・声望を持ち、多くの政府機関諮問委員を務め、自分には何も回ってこないことを快く思っていなかった。また緒方への権力集中は、朝日新聞社内における反緒方派の台頭を促した。その急先鋒が、東京本社派の緒方に対する大阪本社派の代表取締役専務取締役・西部本社代表の原田譲二と、緒方の出身の政治部・経済部の「硬派」に対する社会部出身の「軟派」で、東京朝日新聞社編集総務から名古屋支社長兼編集局長に転出させられ、さらに傍系の出版局長にさせられたことで反緒方となった常務取締役・鈴木文史朗だった。
政党内閣期の「緒方筆政」においては、緒方自身は政友会寄りの立場だったが、自ら筆を執ることは少なく、社論は各論説委員の見識に任されていた。しかし満州事変、五・一五事件以後は論説委員会議を開いて社論の統一に努めるようになり、親軍的な路線に転換して政党内閣を見限った。
それでも二・二六事件で、当時東京・有楽町にあった東京朝日新聞社は中橋基明中尉率いる蹶起軍に襲撃されるが、主筆の緒方は、これに悠々と応対し、蹶起軍は、活字ケースを転覆し、一時的に新聞発行の邪魔をしたが、別室に予備の活字があったので、実害はなく、決起軍は引き上げた。だが二・二六事件後、広田内閣支持を社の方針として決定すると、「緒方筆政」への抵抗を生む結果となり、論説委員の前田多門と関口泰が相次いで退社した。論説委員室の不満は、反緒方派の勢力拡大に拍車をかけた。
近衛文麿のブレーン組織である昭和研究会には、緒方の承認の下、前田多門、佐々弘雄、笠信太郎、尾崎秀実ら中堅・若手論説委員や記者が参加しており、緒方自身も第2次近衛内閣期の新体制準備委員として新体制運動に積極的に関与した。しかしその中から、緒方が可愛がっていた尾崎秀実が1941年（昭和16年）10月にゾルゲ事件で逮捕されたことは、緒方派に大きな打撃を与えた。鈴木文史郎は緒方の主筆辞任を要求したが、結局、緒方に対する責任追及は、主筆はそのままとし、1942年（昭和17年）6月15日に重役としての編集責任担当者を解かれるにとどまった。後任は原田譲二だった。同日、前政治経済部長・田中慎次郎が退社し、緒方派の取締役・東京本社編集局長・野村秀雄も同時に編集局長を解任された。
さらに緒方を窮地に追い込んだのは、修猷館時代からの親友だった中野正剛が1943年（昭和18年）10月、首相・東條英機の意に沿った憲兵隊に身柄拘束され釈放後に自殺したことだった（中野正剛事件）。中野の葬儀委員長を務めた緒方は、東條からの供花を拒否したため、緒方と東條の確執が大阪本社に誇大に伝えられた。
もともと緒方は、現場の新聞記者としては、学生時代から出入りしていた枢密顧問官・三浦梧楼から「大正」の年号をスクープしたことがあるものの、他には「記者として別にどういう特ダネを書いたということもなく、とくに目立つという程のこともなかつた」。
しかし緒方は、郷里の関係から頭山満をはじめとする玄洋社の人々と交友が深く、右翼の内部事情まで考慮に入れたデリケートな右翼対策を行うことが出来た。右翼対策は、新聞社にとっては「言論の自由」の発揚に伴う避けることのできない課題であり、右翼との折衝は、論説委員たちの「言論の自由」を保障する地位にあった緒方が、裏側で行わなければならない日常的な業務であった。さらに満州事変期以降は、これに軍部との調整が加わった。しかし軍に対して「顔のきく」存在であったがゆえに、朝日新聞社は緒方を社の代表者とすることに意味があったのに、肝心の緒方が、中野の事件をきっかけとして東條内閣と対立的な関係に陥ってしまったため、朝日は東條との関係を修復するため緒方以外の人物をこれに代える必要に迫られた。
ゾルゲ事件の少し前になる1941年9月17日、日本新聞連盟の理事会は政府側参与理事の吉積正雄より新聞社の資本統合を諮問された。日本の新聞資本を1つにまとめ上げた共同會社案が検討されると会議は紛糾。最終的に理事長の田中都吉へ一任され、田中は共同會社設立を廃した統裁案を政府へ提出した。新聞事業令(1942)につながる田中提案書は理事であった緒方の案を元にしていた。吉積、奥村喜和男と組んでいた古野伊之助は資本統合が難しいとみると緒方に代案を頼み、緒方は社内持ち株、株式の権利行使の制限というテクニカルな問題として自治統制案を起草した。資本と経営の分離の持論は村山との関係が投影されていた。
ゾルゲ事件で追い詰められた緒方は、1943年（昭和18年）夏、営業部門を握って緒方とともに「編集の緒方、営業の石井」として「朝日の両翼」と呼ばれた代表取締役専務取締役・石井光次郎と一緒に、社長・村山長挙と会長・上野精一は社主に退き、緒方を社長とするよう村山社長に申し入れると、村山は原田、鈴木らと反撃に出て同年12月に主筆制を停止して緒方を主筆から解任、実権のない副社長に棚上げした。村山は活動拠点を大阪から東京に移して経営を陣頭指揮し、緒方が務めていた政府機関の諮問委員など対外的な役職も全て取り上げ、自ら引き受けた。
緒方は小磯内閣に入閣するため、1944年（昭和19年）7月に退社した。

### 政界進出と戦後政界への復帰
朝日新聞社退社後、小磯内閣に国務大臣兼情報局総裁として入閣した緒方は、一方で「言論暢達」政策を採り、他方で編集責任者に対して新聞社に許される自主性の大枠に関する内面指導を行った。このような緒方の新聞指導は、情報局総裁たる緒方が戦局に関する十分な情報を入手していることを必要としたが、実際には陸軍の非協力などにより叶わなかった。情報政策の担い手たる情報局が、何ら自前の情報収集源を持てなかったことは致命的だった。
また緒方は、蔣介石の重慶国民政府を相手とする和平工作（繆斌工作）を首相・小磯國昭とともに推進したが、外務大臣・重光葵、陸軍大臣・杉山元、海軍大臣・米内光政、さらに昭和天皇の反対に遭い失敗、内閣総辞職となった。その後も終戦を挟んで1945年（昭和20年）5月、鈴木貫太郎内閣の内閣顧問、8月には東久邇宮内閣の国務大臣兼内閣書記官長兼情報局総裁に就任した。
敗戦処理の東久邇宮内閣は、緒方が内閣書記官長と内閣の大番頭を務め、文部大臣に元朝日新聞社論説委員・前田多門、内閣総理大臣秘書官に朝日新聞社論説委員・太田照彦、緒方の秘書官に朝日新聞記者・中村正吾、内閣参与に元朝日新聞記者・田村真作と、「朝日内閣」の観を呈した。
同年10月に内閣総辞職後、12月6日にはGHQから逮捕命令が発出される（第四次逮捕者9名中の1人）。1946年（昭和21年）8月に公職追放、1947年（昭和22年）9月にA級戦犯容疑解除、1951年（昭和26年）8月に追放解除となっている。A級戦犯容疑者指名がなければ、敗戦で社内の緒方派と反緒方派の対立が再燃して自らも調停に乗り出し、村山長挙が辞任していた朝日新聞社の社長に就任するはずであった。
追放解除の翌年にあたる1952年（昭和27年）10月、第25回衆議院議員総選挙で中野正剛の地盤を引き継いで福岡1区から出馬し、地元財界の支持を得て当選する。第4次吉田内閣で当選1回ながら、国務大臣兼内閣官房長官、さらに副総理に任命され、翌1953年（昭和28年）5月成立の第5次吉田内閣でも副総理に就任した。この政界での急速な階梯昇段の要因には、吉田茂の政治指南役だった古島一雄の紹介や、吉田が重光葵の後任として東久邇宮内閣の外務大臣に就任したのが、近衛文麿と緒方の推薦によるものだったことなどが挙げられる。
なお、緒方は政界復帰前の1952年（昭和27年）4月、吉田茂、村井順とともに、アメリカのCIA、イギリスのMI5、MI6などを参考にして、内閣総理大臣官房に「調査室」という小さな情報機関を設立した。これが現在の内閣情報調査室の源流である。緒方は、これとは別に強力な情報機関、いわゆる日本版CIAを新設する構想を持っており、吉田内閣入閣でこの構想は一挙に表舞台に登場したが、国会や外務省、世論の激しい批判を浴び、第5次吉田内閣の下で内調の拡充・強化を図るにとどまった。しかし、このときの緒方の動きを、アメリカCIAは高く評価した。

### 吉田内閣退陣と緒方総裁選出
吉田政権末期、バカヤロー解散や造船疑獄をめぐり吉田が法務大臣・犬養健に命じて指揮権を発動させ、側近の自由党幹事長・佐藤栄作の逮捕を阻止したことなどにより、急速に政権は求心力を失っていった。そうした中、1954年（昭和29年）3月に緒方は保守合同を呼びかける「緒方構想」を発表した。しかし「緒方構想」による新党推進勢力には、吉田退陣を前提とする吉田棚上げ論者が予想外に多数を占めたため、吉田が消極的であり、「緒方構想」は6月にいったん打ち切られた。結局、12月に鳩山一郎を中心とする反吉田勢力は、左右両派社会党と連携し吉田内閣不信任決議案を提出する。自由党は、衆議院解散総選挙による吉田内閣延命か、吉田内閣総辞職かで真っ二つに別れる。
吉田は政権維持に執念を燃やして解散を主張したが、緒方は内閣総辞職を主張し、1954年（昭和29年）12月7日朝、「もし総理が解散を強行すれば私は閣僚として解散書類に署名しません。むしろ政界から引退します。かっこうの悪い西郷になりますよ」と、自らの政治生命を賭けて吉田に直言した。吉田は緒方を罷免してでも解散するつもりだったが、同日の閣議では文部大臣・大達茂雄、運輸大臣・石井光次郎、国務大臣・加藤鐐五郎が総辞職を主張し、自由党幹部会は全員解散反対だったため、吉田は解散を断念、内閣総辞職した。翌12月8日の議員総会で自由党は吉田総裁の辞任を了承し、正式に後任総裁に緒方が選出され、石井光次郎を幹事長とした。吉田内閣総辞職にともなう首班指名選挙で、緒方派の代議士らは、同じ早稲田大学出身の右派社会党書記長・浅沼稲次郎、左派社会党委員長・鈴木茂三郎らをはじめ、左右両派社会党議員に緒方への投票をはたらきかけたといわれるが、両派社会党は鳩山に投票し、第1次鳩山内閣が成立した。

### 保守合同と急逝
翌1955年（昭和30年）1月の「天の声解散」による第27回衆議院議員総選挙で、鳩山の与党日本民主党は185議席と単独過半数を得ることが出来ず、緒方の自由党は112議席だった。この選挙結果は、与党民主党が保守合同なしで政局運営を行っていくことが困難であることを示していた。そのため、自由党と民主党による保守合同論の気運が再び高まりを見せる中、緒方はこれを積極的に推進した。新党総裁をめぐる難航した協議の結果、総裁代行委員による集団指導体制に落ち着いた。11月15日、自由民主党が結党され、緒方、鳩山の両党総裁と、三木武吉、大野伴睦の両党総務会長の4人が総裁代行委員に就任した。

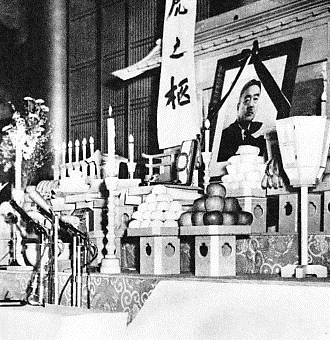
緒方の葬儀

しかし、同年12月に全国各県で結成された党支部結成大会の巡回旅行で睡眠不足と過労が続き、途中でひいた風邪をこじらせて12月25日に帰京してからは静養につとめたが、翌1956年（昭和31年）1月8日に心臓発作を起こした。それでも1月25日に国会が再開されると登院、自民党の代議士会にも出席し、1月27日の福岡県人会にも出席したが、翌1月28日に東京都品川区五反田の自宅で急性心臓衰弱のため急逝した。67歳。
死去にあたり天皇・皇后より侍従が派遣され、祭粢料と花を賜った。
墓所は青山霊園(1イ5-17)。
緒方の死去によって、4月5日に実施された自民党総裁公選では鳩山一郎が初代総裁に選出された。総裁公選となれば、旧民主党が「反吉田」の寄り合い所帯のため緒方に流れる可能性のある票も少なくなかったのに対し、旧自由党の方が結束力が固く、緒方が初代自民党総裁に選出される可能性が高かった。同年末に鳩山は、日ソ国交正常化を花道として、後継者を指名せず退陣を表明し、岸信介、石橋湛山、石井光次郎（緒方派の継承者）による総裁公選が行われた。緒方の急死がなければ、戦後政治史の歩みも大きく変わったと言われる所以である。また後任の石橋が病気で短期で退陣したのち、田中角栄の登場まで15年間余り、岸・池田・佐藤の官僚出身者3名が総理総裁となった。
言論界の象徴として、左派からもその人格・識見を肯定的に評価された一方で、吉田内閣時代、1952年（昭和27年）の東南アジア歴訪の途上、中華民国国民政府の拠る台湾を訪問、総統・蔣介石に謁見し、日華軍事同盟に言及したり、前述のように1954年（昭和29年）、戦前の情報局総裁の経験から政府直属の情報機関設置構想を打ち出したりしたため、当時のジャーナリズム主流派からは「特高的言論統制復活」と揶揄された。

## CIAとの協力関係
緒方はCIAの協力者であり、CIAが緒方政権擁立のために積極的な工作を行っていた事実が2006年、アメリカ国立公文書記録管理局が公開した外交文書によって明らかにされた。
2009年夏、早稲田大学で行われた20世紀メディア研究所公開研究会において、米中央情報局（CIA）によって「吉田茂のあとに緒方竹虎を首相にすれば米国の利害で日本を動かすことができる」と対日政治工作を行っていた事実が報告された。山本武利・吉田則昭との共同研究によるもので、CIA「緒方竹虎ファイル」から解読し、緒方のコードネームである「POCAPON」と、「ポカポン工作」の全容を含めて明らかにされた。
有馬哲夫は、CIA初代局長だとされるポール・ブルームが、高校・大学・朝日新聞時代の後輩だった笠信太郎との関係を通して緒方を協力者に引き込んだとしている。また、1952年10月の衆院選で当選し吉田内閣の官房長官に就任した緒方はただちにCIA局員と接触を開始し、日本政界の情報提供及び、辰巳栄一元陸軍中将の情報活動報告を条件として、その見返りに日本版CIA設立を目的とした3万9458ドル（現在価値で約6000万円）の資金援助をCIAから受け取っており、CIAから資金提供を受けて活動した日本で初の政府高官が緒方であったと述べている。
加藤哲郎らは2005年に機密解除された米公文書館の緒方ファイルを分析した。その分析によるとCIAは1955年、当時の鳩山一郎首相がソ連との国交回復に意欲的なこと、社会党再統一をソ連が後押ししていると見たことから、日本の保守勢力の統合を急務と判断。日本版CIA構想で高く評価していた緒方を後継の総理大臣候補として期待し、緒方に「POCAPON」の暗号名を付け、地方遊説にCIA工作員が同行するなど、政治工作を本格化させた。
1955年2月の第27回衆議院議員総選挙直前、緒方は選挙情勢について「心配しないでほしい」とCIA長官のアレン・ダレスに伝えるように要請し、翌日には「総理大臣になったら、1年後に保守絶対多数の土台を作る。必要なら選挙法改正も行う」とCIA担当者に語った。同年10月から12月にCIAは、ほぼ毎週緒方に接触する「オペレーション・ポカポン」（緒方作戦）を実行し、「反ソ・反鳩山」の旗頭として総理大臣の座に緒方を押し上げようとした。緒方は情報源としても信頼され、提供された日本政府や政界の情報は、ダレスに直接報告された。緒方が同年11月15日の保守合同のときに自由民主党総裁にならず翌1956年1月28日に急逝したことについて、「日本及び米国政府の双方にとって実に不運だ」とCIAは報告している。また、ダレスは緒方の遺族に弔電を打っている。
なお、当時のCIAは秘密組織ではなく、緒方も自覚的なスパイではない、と加藤哲郎は述べている。
2017年に公開されたCIA機密文書（1952年6月18日機密指定）によれば、講和条約発足後に昭和天皇が退位して、緒方がかつて教師役をつとめたことがあり友好関係を持つ明仁皇太子に譲位し、それに伴い吉田茂首相も辞任、後継に緒方が首相に就任する（1953年の下旬から1954年の上旬）との見通しをCIAが持っていたことが明らかになった。
しかしその情報源が、緒方に近いグループに属する日本人から聞いたという中国国籍の人物だったため、政局を有利に展開させるための緒方派による情報工作の可能性があるとして、この譲位問題に関する情報価値は未確定であるとCIAに分析されている。

## 栄典
- 1940年（昭和15年）8月15日 - 紀元二千六百年祝典記念章[29]

## 著作
- 『朝日常識講座 第4巻 議会の話』（朝日新聞社、1929年）
- 『人間 中野正剛』（鱒書房、1951年／中公文庫、1988年） ISBN 9784122015746
- 『一軍人の生涯』（文藝春秋新社、1955年／光和堂、1983年） ISBN 9784875380597

## 親族
- 父：緒方道平
- 兄：緒方大象 - 医学者・九州大学名誉教授
- 弟：緒方龍 - 医師
- 妻：コト - 大山町 (神奈川県)・原牧三の三女。姉の夫に子爵の三浦松二郎（三浦梧楼の二男） [30]
  - 長男：緒方一太郎
  - 次男：緒方研二 - 日本電気副社長。岳父に名和武
  - 長女：緒方綗子
  - 三男：緒方四十郎 - 日本銀行。妻に緒方貞子

## 関連作品
映画
- スパイ・ゾルゲ（演：岡村洋一）

テレビドラマ
- いだてん〜東京オリムピック噺〜（演：リリー・フランキー）